# Palmyra, Virginia
Palmyra är administrativ huvudort i Fluvanna County i Virginia. Palmyra utsågs till countyhuvudort år 1828.